# Kristian Ipsen
Kristian Ipsen (Walnut Creek, Kalifornia, 1992. október 20. –) amerikai műugró.

## Élete

### Magánélete
Szülei Kent és Yvette Ipsen, egy húga van, Lauren. Középiskolai tanulmányait a kaliforniai Concord városkában végezte, a katolikus De La Salle High School-ban. 2015-ben diplomázott a Stanford Egyetemen.

### Sportkarrierje
1998-ban kezdett el foglalkozni a műugrással. Nyolcéves volt, amikor először vett részt nemzeti junior műugró bajnokságon. Edzője Tonne Phillip, 2011-től pedig Rick Schavone. 2007-től Drew Livingston, majd 2009-től a 3 méteres szinkronugrásban csapattársa Troy Dumais, bár a 2010-es nemzeti junior bajnokságon Michael Hixonnal szerepelt.
A 2009-es római úszó-világbajnokságon társával, Troy Dumais-zel a férfiak 3 méteres szinkronugró számában – a kínai Csin Kaj és Vang Feng páros  mögött – a második helyen végeztek, megszerezve ezzel az ezüstérmet. Két évvel később, a 2011-es pánamerikai játékok 3 méteres szinkron számában ismét ezüstéremmel zártak, míg a 2012-es londoni olimpia férfi szinkron számában bronzérmet szereztek.
A 2013-as világbajnokságot követően abbahagyta a műugrást és egy szilícium-völgyi high-tech cégnél kezdett el dolgozni, egészen 2014. decemberi visszatéréséig. A 2015-ös kazanyi úszó-világbajnokságon a műugrás férfi 1 méteres versenyszámának döntőjében a 6., szinkron 3 méteren pedig – Sam Dormannel párban – a 7. helyen végzett. A 2016-os riói műugró-világkupa 3 méteres versenyszámát bronzéremmel zárta, és ezzel sikeresen kvalifikálta magát a 2016-os nyári olimpiai játékokra, ahol férfi egyéniben az 5. helyen végzett.

## Eredmények
| Sportesemény                              | Versenyszámok | Versenyszámok | Versenyszámok | Versenyszámok | Versenyszámok |
| Sportesemény                              | 1 m           | 3 m           | 3 m szinkron  | 10 m torony   | 10 m szinkron |
| ----------------------------------------- | ------------- | ------------- | ------------- | ------------- | ------------- |
| 2001-es nemzeti junior bajnokság          | 7             | 12            | –             | 6             | –             |
|                                           |               |               |               |               |               |
| 2002-es ’Speedo’ nemzeti junior bajnokság | 4             | 5             | –             | 9             | –             |
|                                           |               |               |               |               |               |
| 2003-as ’Speedo’ nemzeti junior bajnokság |               |               | –             | 6             | –             |
|                                           |               |               |               |               |               |
| 2004-es ’Speedo’ nemzeti junior bajnokság |               |               | –             |               | –             |
|                                           |               |               |               |               |               |
| 2005-ös ’Speedo’ nemzeti junior bajnokság |               |               | –             |               | –             |
| 2005-ös junior pánamerikai játékok        |               |               | –             |               | –             |
|                                           |               |               |               |               |               |
| 2006-os ’Speedo’ US open                  | 9             | 6             | –             | –             | –             |
| 2006-os ’Speedo’ nemzeti junior bajnokság |               |               | –             |               | –             |
| 2006-os rostocki Grand Prix               | –             | 26            | –             | –             | –             |
| 2006-os junior vb                         |               |               | –             | –             | –             |
|                                           |               |               |               |               |               |
| 2007-es ’Speedo’ nemzeti junior bajnokság |               |               | –             |               | –             |
| 2007-es junior pánamerikai játékok        |               |               |               | 4             | –             |
|                                           |               |               |               |               |               |
| 2008-as olimpiai csapatverseny            | –             | 5             | –             | –             | –             |
| 2008-as ’Speedo’ nemzeti junior bajnokság |               |               | –             |               | –             |
| 2008-as Fort Lauderdale-i Gran Prix       | –             | 15            | –             | –             | –             |
| 2008-as junior vb                         | 5             | 6             | –             | 11            | –             |
|                                           |               |               |               |               |               |
| 2009-es Fort Lauderdale-i Gran Prix       | –             | –             |               | –             | –             |
| 2009-es úszó-vb                           | –             | –             |               | –             | –             |
|                                           |               |               |               |               |               |
| 2010-es nemzeti junior bajnokság          |               |               |               | –             | –             |
| 2010-es AT&T nemzeti bajnokság            | –             |               |               | –             | –             |
| 2010-es Fort Lauderdale-i Gran Prix       | –             | 4             |               | –             | –             |
| 2010-es kínai világkupa                   | –             | 6             |               | –             | –             |
| 2010-es junior vb                         |               |               |               | –             | –             |
|                                           |               |               |               |               |               |
| 2011-es Fort Lauderdale-i Gran Prix       | –             | 6             |               | –             | –             |
| 2011-es úszó-vb                           | –             | 31.           | 4.            | –             | –             |
| 2011-es pánamerikai játékok               | –             | 6.            |               | –             | –             |
|                                           |               |               |               |               |               |
| 2012-es műugró-világkupa                  | –             | 24.           | 6.            | –             | –             |
| 2012-es Fort Lauderdale-i Gran Prix       | –             | 14            |               | –             | –             |
| 2012-es nyári olimpia                     | –             | –             |               | –             | –             |
|                                           |               |               |               |               |               |
| 2015-ös úszó-vb                           | 6.            | –             | 7.            | –             | –             |
|                                           |               |               |               |               |               |
| 2016-os műugró-világkupa                  | –             |               | 6.            | –             | –             |
| 2016-os nyári olimpia                     | –             | 5.            | –             | –             | –             |

__________
A forrás nélküli hivatkozások helyét lásd itt!